# نخل باشکوه
نخل باشکوه (نام علمی: Manicaria) نام یک سرده از تیره نخل است.